# Mankono (département)
Le département de Mankono est un département de Côte d'Ivoire. 